# Chad Barrett
Chad Barrett, né le 30 avril 1985 à San Diego en Californie, est un joueur international américain de soccer. Il évolue au poste d'attaquant.

## Biographie

### Jeunesse et formation
Barrett a joué deux saisons avec les Bruins de l'UCLA dans le championnat universitaire.

### Parcours en club
En fin de contrat avec le Revolution de la Nouvelle-Angleterre, Barrett est recruté vient le système de repêchage de la MLS par les Sounders de Seattle le 18 décembre 2013.
En fin de contrat à l'issue de la saison 2015, Barrett bénéficie du statut de joueur autonome et s'engage avec les Earthquakes de San José.

### Parcours en sélection
Il joue un match avec l'équipe nationale des États-Unis, en 2008.

## Palmarès
Fire de Chicago
- Vainqueur de la Coupe des États-Unis en 2006

 Toronto FC
- Vainqueur du Championnat canadien en 2009 et 2010

 Galaxy de Los Angeles
- Vainqueur du Supporters' Shield en 2011
- Vainqueur de la Coupe MLS en 2011

 Sounders de Seattle
- Vainqueur de la Coupe des États-Unis en 2014
- Vainqueur du Supporters' Shield en 2014